# Armer (professió)
|  | No s'ha de confondre amb Armer (moble). |

Un Armer és la persona dedicada a la fabricació, reparació, venda o neteja d'armes. Un armer fa reparacions a nivell de fàbrica, actualitzacions (com l'aplicació d'acabats metàl·lics, etc..), i també fa modificacions i alteracions per a usos especials. Els armers són també responsables d'afegir diferents accessoris a les armes, p.e.: baixos relleus, els gravats i altres elements decoratius d'una pistola, fusell o escopeta. L'entorn en què tot això es duu a terme sovint varia, depenent de cada lloc específic.

## Classificacions prèvies
A partir de la definició d'armer més genèrica i, considerant totes les èpoques, els armers poden ser diferenciats entre els que fabriquen armes individuals i els que fan armes col·lectives (que necessiten dues o més persones per a fer-les funcionar).
Una altra classificació és possible: Hi ha armers “militars” (que treballen per a un exèrcit, un estat, una autoritat política) i armers “civils” (artesans que treballen pel seu compte i que venen directament els seus productes).
La professió d'armer, en l'actualitat, fa referència als armers civils relacionats amb armes de foc individuals. Principalment dedicats a les armes “civils” i esportives.
Els armers militars, amb diverses denominacions i legislació depenent del país en que treballen, són “mestres armers amb graduació militar”.

### Classificacions històriques
Els fabricants d'armes individuals cal estudiar-los segons les èpoques tradicionals i les armes corresponents:
- Edat de pedra antiga
- Neolític
- Edat del bronze
- Edat del ferro
- Edat mitjana
  - Aplicació de la pólvora a les armes: les armes de foc
- Renaixement
- Època pre-industrial
- Època industrial
- 1a Guerra Mundial
- 2a Guerra Mundial
- Des de finals de la 2a Guerra Mundial fins a l'actualitat.

## Especialitats
Un armer pot treballar en:

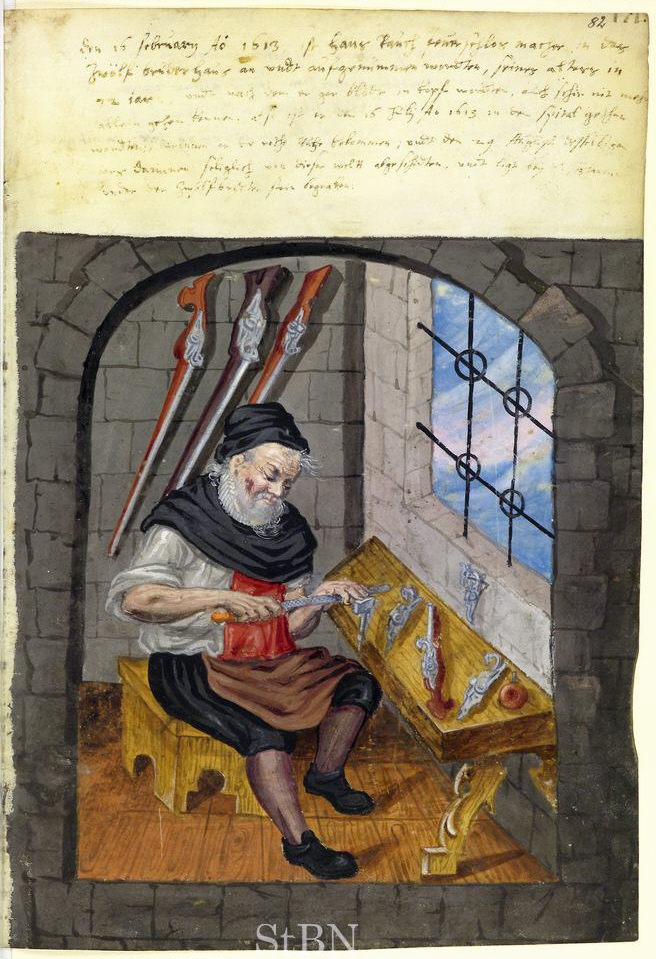
Un armer treballant, 1613

- Les fàbriques de fabricants d'armes de foc;
- En armeries militars o de policia;
- Magatzems d'articles esportius (caça);
- Petites empreses, ja sigui com a propietari o com a empleat.

Un armer amb un coneixement complet de la matèria tindrà habilitats en mecànica, metal·lúrgia, fusteria i artesania en general. Ha de saber matemàtiques pràctiques, balística i química. ha de ser capaç de treballar amb exactitud i precisió. Les persones que treballen en una petita botiga d'armes han de conèixer i complir la legislació i també han de tenir habilitats comercials per al negoci i treballar amb eficàcia amb una àmplia gamma de clients.
A causa de la magnitud del camp que cal dominar, molts distribuïdors s'especialitzen en només algunes de les habilitats requerides. D'altra banda, alguns comerciants aprenen moltes d'aquestes habilitats, però es dediquen només a un petit nombre de tipus d'arma (només pistoles, escopetes de caça, o per exemple, només en armes Winchester model 94 d'abans de 1964,).

## Història
El primitiu ofici d'armer ha anat evolucionant al llarg de la història juntament amb l'evolució de l'armament per necessitat en les guerres. Els enginyers militars assiris, els inventors macedonis d'armament i els constructors romans de fortificacions van ser algunes d'aquestes persones en les seves èpoques. Aquesta tecnologia va fer canviar la forma de veure la guerra des d'un principi.

### Abans de la invenció de la pólvora
- Deixant de banda les èpoques anteriors, el Neolític és un període molt interessant pel que fa als armers. Hi ha documents diversos que indiquen l'especialització pel que fa a la fabricació d'armes i eines de pedra polida. A les terres altes de Papua-Nova Guinea encara hi ha artesans que fabriquen destrals de pedra polida. Fins a la 2a Guerra Mundial hi havia a la regió una veritable edat de pedra. Actualment les destrals de pedra es venen als turistes.[1][2]
- Edat del bronze. Els que feien espases, llances i cuirasses eren especialistes. Les eines i armes de bronze es fabricaven per colada en motlles. I la duresa s'obtenia per tractament tèrmic (escalfant les peces acabades!!) i per treball en fred.

Un cas interessant és el del pare de l'orador Demòstenes, fabricant d'espases. Que va llegar una fortuna de 14 talents.
- Edat del ferro. En relació amb les armes hi ha dos aspectes importants. El primer aspecte a considerar és la propia fabricació del ferro i de l'acer. El segon aspecte és el perfeccionament de les tècniques de forjat i del trempat.

El tremp de l'acer és molt diferent que el del bronze. Per a trempar una peça d'acer s'escalfa i es refreda de cop (en aigua, almorra, oli…).
Una peça d'acer ben trempada permet fabricar espases llargues o arcs de ballesta de grans prestacions.
- Els ibers dominaven, més que els romans, la fabricació de ferro i acer (en fargues primitives) i la fabricació d'espases llargues trempades.
- La tradició de fabricar espases a Catalunya va continuar fins als segles x i xi i posteriors.

### A partir de la invenció de la pólvora
La invenció de la pólvora i la seva aplicació amb finalitats bèl·liques suposaren un canvi radical en les maneres de lluitar i fer la guerra.

#### Anys 1300-1350
- 1300? La Biblia Parva esmenta la ballesta de tro. De fet la posa com a exemple d'un raonament religiós. Implicant un coneixement popular de la “ballesta de tro”. No té cap sentit basar un raonament en un giny desconegut per part del poble.
- 1300. Abu-Walid / Abu- Abdalla.[4]
- 1309. A la Crònica Estense es pot llegir: “Propter magnam multitudinem Muschettarum, quas sagittabant”. En aquest cas “muschettarum” fa referència als projectils de les ballestes.[5]
- 1316. “Los cañones...Son mencionados antes de 1316 por Jorge Stella, autor oficial de una historia de Génova”.[6]
- 1331. Setge d'Alacant. Segons Zurita, els sarraïns atacaven amb : “grandes pelotas de hierro, que se lanzaban o disparaban con fuego”.[7]
- 1331. Chronicon Estense. Primer esment de “schioppo” a Itàlia.[8][9]
- 1334. Rinaldo d'Este: “...sclopetorum et spingardarum...”.[10]
- 1338. ”Ballesta de tron de ferre”. Girona.[11]
- 1347. Pere III demana que des del Regne de Mallorca se li envien quatre ballestes de tro, pólvora i pilotes.[12]

## Catalunya
A partir del segle xiv a Catalunya es va conformar l'ofici que més tard es conegué amb el nom de pedrenyaler. Tenia com a tasca fabricar pedrenyals. Entenent per pedrenyal qualsevol arma de foc proveïda d'un pany de pedrenyal. Sense excloure algunes armes equipades amb pany de roda, ni arcabussos o mosquets.
Els pedrenyalers es dividien en tres especialitats, amb els noms de: Canoners, Encepadors i Panyetaires.